# Siegfried Stock

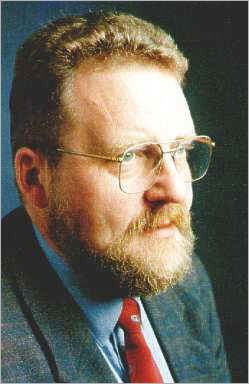
Siegfried Stock, 1999

Siegfried Stock (* 30. Juli 1949 in Großbodungen / Thüringen) war nach mehrjähriger Tätigkeit als Bezirksstadtrat für Bildung und Kultur (1990–1995) von April 1998 bis Dezember 2000 Bezirksbürgermeister des Berliner Bezirks Treptow und wirkte von Oktober 2006 bis Ende Juli 2014 als Vorsteher der Bezirksverordnetenversammlung (BVV) des Bezirks Treptow-Köpenick von Berlin.

## Werdegang
Der als Sohn eines evangelischen Pfarrers (Dorfbauern) geborene Stock machte 1968 sein Abitur an der Max-Planck-Oberschule in Bleicherode. 1968 bis 1972 folgte das Studium auf höheres Lehramt in Halle (Saale), welches als Diplomlehrer für Mathematik und Physik abgeschlossen wurde. Von 1972 bis 1990 arbeitete Stock als Lehrer in Berlin-Mitte.
Mit der Wende trat er Herbst 1989 in die neu gegründete Sozialdemokratische Partei der DDR (SDP) im Bezirk Treptow ein. Nach den ersten freien Wahlen im damaligen Ost-Berlin im Mai 1990 wurde Stock auf Vorschlag der SPD Bezirksstadtrat für Bildung und Kultur und wirkte beim Aufbau einer demokratischen Kommunalverwaltung im Schul-, Volkshochschul- und Kulturbereich im Bezirk Treptow mit.
Dieses Amt führte er bis zum Oktober 1995 aus. Infolge des Wahlergebnisses musste seine Partei eines von drei Bezirksamtsressorts aufgeben, so dass Stock beruflich in den Lehrerberuf zurückkehrte und politisch im Mandat als Bezirksverordneter in der SPD-Fraktion weiterwirkte.
Mit dem plötzlichen Ableben des Bezirksbürgermeisters Michael Brückner (SPD) im März 1998 wurde Siegfried Stock als dessen Nachfolger ins Amt gewählt.
Im Oktober 1999 wurde er nach den Wahlen, bei denen die PDS in Treptow im Bezirk erstmals als stärkste Partei hervorging und die SPD lediglich an dritter Stelle hinter der CDU abschnitt, von einer Zählgemeinschaft aus CDU und SPD als Bürgermeister sowie Bezirksstadtrat für Personal, Finanzen und Verwaltung in der BVV wiedergewählt.
Mit der zu diesem Zeitpunkt bereits feststehenden Fusion der Berliner Bezirke Treptow und Köpenick zum 1. Januar 2001 gehörte es zu seinen vorrangigen Aufgaben, den Prozess zur Bildung des neuen Großbezirks Treptow-Köpenick zu begleiten.
Mit Vollzug der Bezirksfusion wurde sein Köpenicker Amtskollege Klaus Ulbricht Bezirksbürgermeister von Treptow-Köpenick. Stock wirkte weiter von November 2000 bis zur vorgezogenen Neuwahl in Berlin Oktober 2001 als Vorsitzender der SPD-Fraktion in der gemeinsamen Bezirksverordnetenversammlung.
Nach der Wahl 2001 weiterhin als Bezirksverordneter tätig, stellte er sich nicht zur Wiederwahl als Fraktionsvorsitzender und wurde Vorsitzender des Kulturausschusses der BVV (bis 2006). Am 26. Oktober 2006 wurde Siegfried Stock zum Vorsteher der Bezirksverordnetenversammlung Treptow-Köpenick von Berlin gewählt. Am 27. Oktober 2011 erfolgte mit der 7. Wahlperiode seine Wiederwahl. Auf der BVV-Sitzung am 3. Juli 2014 erklärte er seinen Rückzug zum 31. Juli 2014. Als Nachfolger wurde zum 1. August 2014 Peter Groos (Bündnis 90/Die Grünen) gewählt.
Siegfried Stock ist verheiratet und hat fünf erwachsene Kinder sowie einen jüngeren Bruder.